# 恐蛇髮女妖獸屬
恐蛇髮女妖獸屬（學名：Dinogorgon）又譯恐麗齒獸，是已滅絕合弓綱的一屬，屬於獸孔目的麗齒獸亞目。恐蛇髮女妖獸的化石發現於南非卡魯盆地的小頭獸組合帶（Cistecephalus assemblage zone）以及坦尚尼亞，地質年代為二疊紀晚期的吳家坪階。
模式種是D. rubidgei，是在1936年由南非古生物學家羅伯特·布鲁姆（Robert Broom）所敘述、命名，屬名意為「恐怖的蛇髮女妖」。
恐蛇髮女妖獸的頭顱骨長度約32公分，完整身長估計約為2公尺長，是種大型掠食動物。恐蛇髮女怪獸的近親為雷塞獸，可能還有麗齒獸。如同其他麗齒獸類，恐蛇髮女怪獸繁盛於二疊紀晚期，但消失於二疊紀-三疊紀滅絕事件。

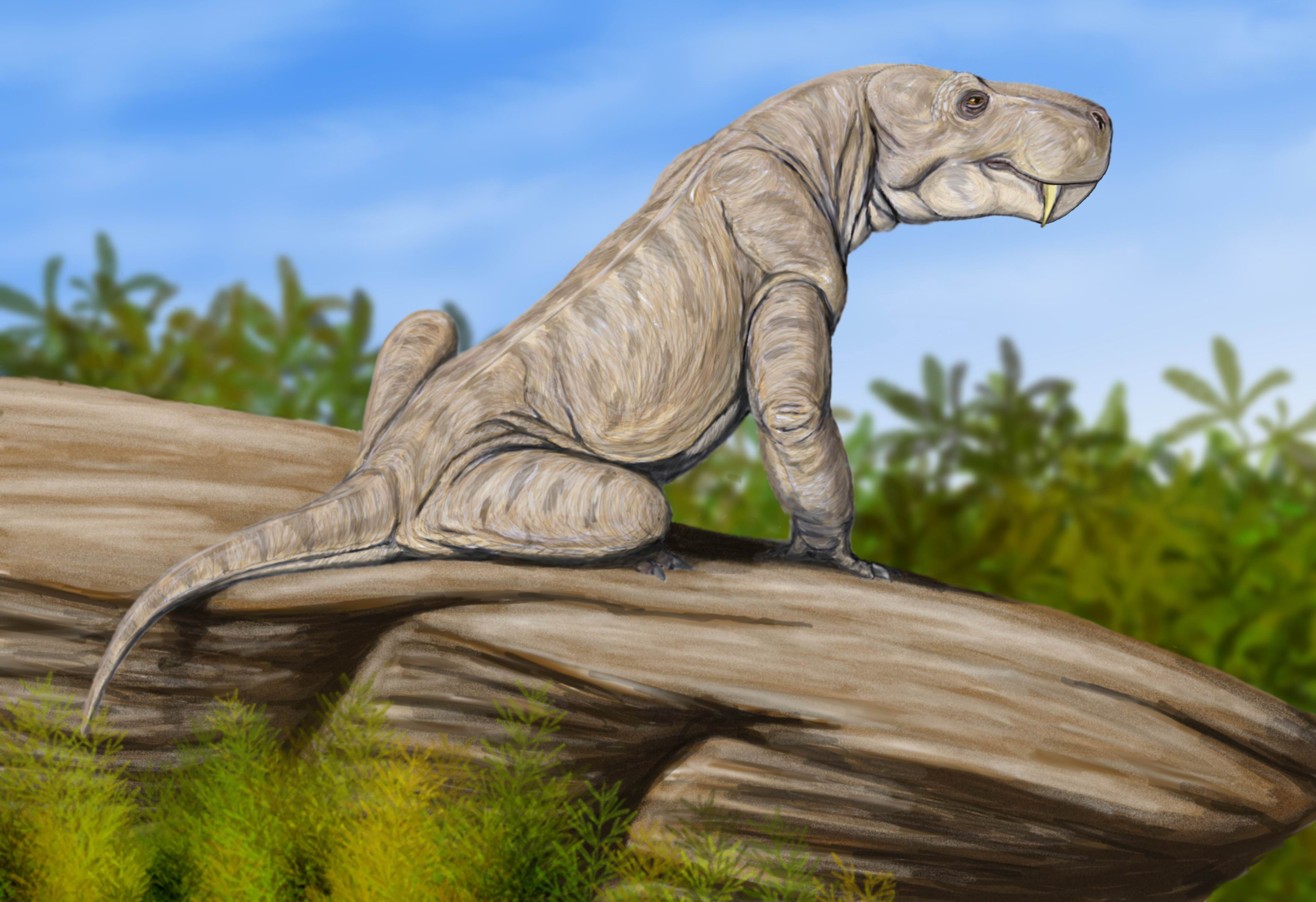
D. rubigei的想像圖

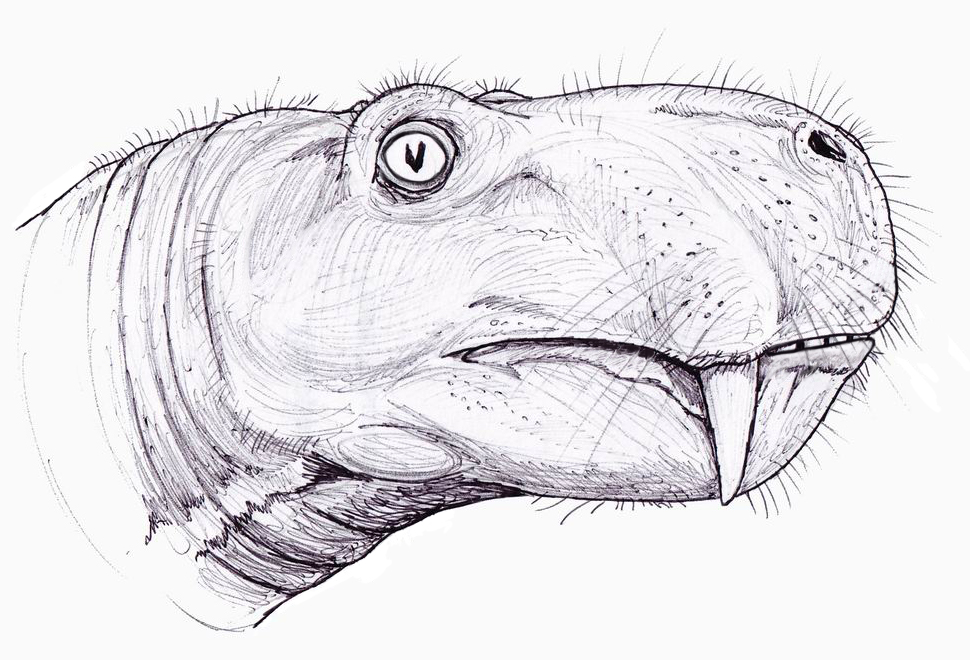
恐蛇髮女妖獸的頭部